# Комляков, Руслан Вячеславович
Руслан Комляков (20 февраля 1967, Забайкалье, РСФСР, СССР - 11 февраля 2012, Иваново) — советский, российский музыкант мультиинструменталист, автор песен.
Основатель и лидер музыкальной группы «Тиль Уленшпигель» (фолк-рок), «Тиливан», также известен аранжировкой первого альбома группы Мельница «Дорога сна».

## Биография

### Уленшпигель
В 1988 году в Минске Руслан Комляков создал группу «Уленшпигель». В её состав помимо самого Руслана (вокал, гитара) вошли Дмитрий Синица (гитара, перкуссия), Жанна Гордон (скрипка), Александр Финберг (флейта), Дмитрий Сойфер (виолончель). В таком составе группа просуществовала до середины 1990 года и распаласъ всвязи с отъездом троих участников в Израиль. Вернувшись на родину, он стал послушником, позже принял постриг с именем Рафаил и был рукоположен в сан священника в монастыре в Ивановской области, затем отказался от сана и вернулся к музыкальной деятельности. В 1996 году Руслан в Москве Руслан собрал новый состав группы «Уленшпигель». В него вошли: Руслан Комляков (вокал, гитара), Эдуард Калива (виолончель), Ольга Харитонова (скрипка), Наталья Филатова (флейта). На прослушивании в клубе «Гнездо Глухаря» коллектив получил одобрение от Олега Митяева. После первого конверта музыканты получили приглашение на фестиваль в Пущино от Олега Чумаченко. На фестивале после успешного выступления группа обрела популярность и новое имя, так как уже была казанская группа с таким же названием.

### Тиль Уленшпигель
«В детстве меня очень впечатлила книга Шарля де Костера о фламандском народном герое Тиле Уленшпигеле, позже я прочел книгу, вышедшую в серии „Памятники средневековой литературы“, об этом же герое. По трактовке Костера имя Уленшпигель имеет два перевода, либо сова и зеркало, (мудрость и отображение жизни, как она есть), либо я твое зеркало. Короче говоря, все в целом — сам герой и перевод его имени сыграло свою роль, к тому же вначале в своем репертуаре я придерживался в основном стиля средневековой западноевропейской музыки, а точнее ее стилизации, где автором текстов и композитором за редким исключением был я сам.»
В 96-97 годах вышли два альбома группы «Герои» и «Вавилон». Стиль музыки можно охарактеризовать как средневековый. После совместного концерта с группой Ad Libitum в клубе «Перекресток» Руслан давал интервью журналисту, который попросился в группу. Это оказался Денис (Дэн) Скурида, занявший место перкуссиониста.
Летом 1998 года у Руслана назрело желание изменить стилистику группы и уйти в фолк. Для этого, как он считал, требовалось усилить ритм-секцию и ввести женский вокал. Поиски вокалистки привели к Хелависе, тогда еще неизвестной, выступавшей на квартирниках. Руслан разработал новую программу, переделав некоторые аранжировки своих песен и сделав с нуля аранжировки для песен Хелависы «Оборотень» и «Горец». С приходом Хелависы ушли Ольга Харитонова и Эдуард Калива. На своё место они нашли замену — и в коллектив пришли Александра Никитина (виолончель) и Мария Болычева (скрипка), также к ним присоединился Павел Давыдович (перкуссия).
С осени 1998 года «Тиль Уленшпигель» начинает сотрудничать с московским клубом исторического фехтования «Наследие предков». Ими совместно готовиться шоу под названием «Дорога сна», где композиции группы переплетаются с постановочными поединками на различных видах средневекового оружия. Это внесло зрелищный эффект и динамику в концерты группы. 3 мая 1999 года группа вновь приняла участие в Пущинском Фестивале Ансамблей Авторской Песни. В новом составе группа записывает альбом «98/99 live», также известный под называнием «Дорога сна live».

### Тиливан
В 2002 году Руслан решает начать с «нуля» и основывает новый коллектив с названием «Тиливан».
«…откуда взялось название Тиливан. Тут все просто, когда я понял, что название Тиль Уленшпигель уже не соответствует содержанию от того, что репертуар расширился от западноевропейской средневековой музыки до фолка западных и восточных народов, то решил, что и название группы должно включать в себя и запад и восток. Таким образом, оставив имя Тиль от Уленшпигеля. Я прибавил к нему имя Иван от нашего русского дурачка, ну и получился, как вы уже поняли Тиливан, что, по сути, и обозначает запад-восток.»
В 2004 году вышел альбом «Ведунья». В этом же году коллектив выступает на фолковом фестивале в Севастополе «Археология». В 2005 году группа приняла участие в фестивале Археология-3 в Севастополе, Херсонес. На тот момент в состав входят: Руслан Комляков (волынка, калюка, музыка, лирика), Алиса Гребешкова (виолончель), Владислав Орлик (бас-гитара), Константин Клюнин (клавиши, перкуссия), Мария Волкова (вокал), Елена Ерохина (вокал), Игорь Курицын (барабаны).
В 2010 году Руслан Комляков открывал в Москве Первый московский международный фестиваль волынщиков. Поскольку его проект «Тиливан» не приносил средств, достаточных для того, чтобы жить только музыкой, Р. Комляков зарабатывал на жизнь декоративно-прикладным искусством, выступал и как дизайнер.